# Taras Kryjanovski
Taras Kryjanovski, född 1980, död 2015 i Perm, var en rysk längdåkare och skidskytt.

## Meriter
- Guld, Paralympiska vinterspelen 2002, längdskidåkning 5 km sittande.
- Silver, Paralympiska vinterspelen 2006, skidskytte 12,5 km sittande.
- Guld, Paralympiska vinterspelen 2006, längdskidåkning 5 km sittande.
- Guld, Paralympiska vinterspelen 2006, längdskidåkning 10 km sittande.
- Silver, Paralympiska vinterspelen 2006, längdskidåkning 15 km sittande.